# Friedrich Wilhelm Goedecke
Johann Friedrich Wilhelm Goedecke (* 27. September 1756 in Bad Ems; † 6. Juli 1825 ebenda) war ein deutscher Posthalter und Mitglied des Nassauischen Landtags.

## Leben
Friedrich Wilhelm Goedecke wurde als Sohn des Posthalters und Kaufmanns Johann Georg Heinrich Goedecke (1723–1802) und dessen Ehefrau Johanna Magdalena Schwarz (1729–1779) geboren. Der Landtagsabgeordnete Wilhelm Goedecke (1800–1871) war sein Neffe.
Von 1818 bis 1825 war er Mitglied der Deputiertenkammer (Zweite Kammer) der Landstände im Herzogtum Nassau. Für den Wahlkreis Wiesbaden wurde er aus der Gruppe der Großgrundbesitzer in den Landtag gewählt.
Anfang 1818 hatte Herzog Wilhelm I. zu den ersten Wahlen in seinem Land aufgerufen. Wahlberechtigt waren 39 Adlige, 1448 bürgerliche Großgrundbesitzer und 128 wohlhabende Stadtbewohner. 
Das passive Wahlrecht besaßen nur 265 Personen. 
Goedeckes Nachfolger im Landtag wurde der Gutsbesitzer Carl Birkenstock.